# Leigh Whannell
Leigh Whannell, né le 17 janvier 1977 à Melbourne, est un acteur, réalisateur, scénariste et producteur de cinéma australien.
Il est surtout connu pour avoir scénarisé des films réalisés par son ami James Wan notamment Saw (2004), Dead Silence (2007) et Insidious (2010). Leigh Whannell a fait ses débuts en tant que réalisateur avec Insidious : Chapitre 3 (2015), et a ensuite réalisé le film de science-fiction Upgrade (2018) et le thriller Invisible Man (2020).

## Biographie
Né le 17 janvier 1977 à Melbourne, Leigh Whannell se passionne dès l'enfance pour l'écriture et le cinéma. 
En 1996, il postule à une offre d'emploi de la chaîne ABC et devient, de 1996 à 2000, critique cinéma et journaliste pour l'émission Recovery, une émission diffusée le samedi matin, qui était à destination du jeune public. Leigh y réalisait des critiques de film, ainsi que des interviews de stars et de réalisateurs hollywoodiens qui faisaient la promotion de leurs films. Il déclarera que côtoyer des célébrités aura renforcé son envie de jouer dans un film.  
En 2003, il fait une très courte apparition dans Matrix Reloaded, ainsi que dans le jeu vidéo Enter the Matrix, dans le rôle d'Axel.  
Durant ses études de cinéma au Melbourne Institute of Technology, il rencontre James Wan. Les deux deviennent rapidement meilleurs amis et espèrent un jour faire un film ensemble. James Wan à la réalisation et Leigh Whannell au scénario, ils créent ensemble un projet qui deviendra par la suite Saw, et le présentent à différents producteurs australiens, qui leur conseillent plutôt de viser le marché américain. Ils réalisent donc un court-métrage (appelé aujourd'hui Saw 0.5), où Leigh Whannell joue le rôle de David, le principal protagoniste, et un an plus tard, Saw premier du nom, cette fois dans le rôle d'Adam Stanheight, aux côtés de Cary Elwes qui campe le personnage de Lawrence Gordon. 

La backstory de Jigsaw est venue du fait que, avant et pendant la production de Saw, Leigh Whannell souffrait d'anxiété, qui se manifestait par des maux de têtes qu'il a, au début, pris pour une tumeur au cerveau, ce qui l'a poussé à consulter un médecin. 
"Je traversais une période un peu difficile sur le plan de la santé et je souffrais d'anxiété", explique-t-il. "L'anxiété s'est manifestée de manière physique. J'ai souffert de maux de tête tous les jours pendant près d'un an. C'était quelque chose de sérieux et cela a vraiment commencé à affecter ma vie. C'était bizarre d'avoir 25 ans, d'être assis dans un  service de neurologie et d'être entouré de gens qui avaient des tumeurs cérébrales. C'était très effrayant et c'était mon premier véritable aperçu de la mortalité. Je voulais vraiment retrouver ma santé et ça a vraiment martelé l'importance d'une bonne santé. Si vous l'avez, vous avez tout" 
Leigh Whannell travaillera à deux autres reprises pour la saga Saw : il scénarisera Saw 2 et Saw 3 réalisés par Darren Lynn Bousman. Sa participation à la saga s'arrêtera après le troisième opus. Il déclarera ne pas avoir vu les autres opus, ignorant par exemple qui est le personnage d'Hoffmann. 

En 2011, il déclarera ceci sur la franchise : 
"C'est difficile d'en parler avec certitude, car nous n'en détenons pas les droits d'auteur. Les producteurs pourraient en gagner 10 de plus s’ils le voulaient. Mais si nous les prenons au pied de la lettre, ils nous ont dit qu’ils en avaient définitivement fini avec tout ça. Ils sont plutôt épuisés. Ils en font un par an depuis sept ans, donc je pense qu'ils ont besoin de temps libre." 
Cependant, plusieurs films sont sortis depuis : Jigsaw (2017), Spirale : L'Héritage de Saw (2021) et Saw X (2023).  

En 2007, James Wan et Leigh Whannell collaborent à nouveau pour Dead Silence, toujours respectivement à la réalisation et au scénario. Ce dernier déclarera dans un article sur son blog, intitulé "Dud Silence: The Hellish Experience of Making a Bad Horror Film", ne pas avoir apprécié l'expérience : en effet, il expliquera que le film a été conçu sur les conseils de son agent de l'époque, et qu'un script doctor avait été engagé pour réécrire son scénario. 
"En fin de compte, je suis presque heureux que Dead Silence se soit produit, car cela m'a donné une leçon extrême et directe sur ce qu'il ne faut pas faire. C'était comme apprendre à nager en sautant des chutes du Niagara. Je n'écris désormais que des scripts selon les spécifications, ce qui signifie que je les écris pendant mon temps libre sans être payé, puis je les diffuse dans le monde pour voir si quelqu'un est intéressé.   Je ne participerai plus jamais au mariage arrangé consistant à vendre un pitch. Je suis également devenu très réticent à travailler avec des studios. Dans le monde du cinéma indépendant, ce qu’on écrit finit à l’écran. De plus, ils n’ont pas l’argent nécessaire pour faire appel à des script doctor ! Cela me convient parfaitement. Qui sait, peut-être qu'un jour je travaillerai à nouveau avec un studio..." 
En 2008, il met de côté son rôle de scénariste pour jouer dans un film d'horreur australien à petit budget, nommé Dying Breed, dans lequel un groupe d'amis, partis en Tasmanie à la recherche d'un thylacine, tombent sur des cannibales, descendants d'Alexander Pearce qui les prennent en chasse.  
En 2010, James Wan et Leigh Whannell collaborent à nouveau pour Insidious, premier volet de la saga mettant en vedette Patrick Wilson, Rose Byrne, Barbara Hershey et Lin Shaye. Leigh Whannell apparaitra dans chaque opus de la franchise, dans le rôle de Steven "Specs" Fisher 

Le deuxième opus, suite directe du premier et toujours réalisé par James Wan et scénarisé par Leigh Whannell, sort en 2013. Ce film marquera la fin de la collaboration entre Wan et Whannell, ce que ce dernier expliquera : 
"Maintenant, [James] tourne les films qu'il a toujours voulu faire - les grands. Je n'ai aucun doute que son nom sera ajouté très bientôt à ce club spécial de réalisateurs qu'il a toujours admiré. Je suis tellement heureux pour lui, comme un père fier. Et c'est pourquoi c'est la fin d'une époque." 
Il a ajouté qu'il n'excluait pas de collaborer à nouveau avec Wan, mais qu'il sentait qu'il devait réaliser un film pour la première fois. Insidious : Chapitre 3, sorti en salles en 2013, marque les débuts de Leigh Whannell en tant que réalisateur, une expérience qu'il déclarera avoir adoré. 
Pour le quatrième opus (2018), réalisé par Adam Robitel, Leigh Whannell ne sera à nouveau que scénariste. Enfin, pour le cinquième opus (2023), réalisé par Patrick Wilson, il n'est ni au scénario ni à la réalisation, ayant simplement lancé le pitch de départ.  
En 2018, Leigh Whannell réalise son second long-métrage, Upgrade, un film d'horreur de science-fiction, qui reçoit un accueil positif de la presse et des spectateurs.   
En 2020, il écrit, réalise et co-produit Invisible Man, une adaptation moderne du livre L'Homme Invisible de H. G. Wells se plaçant du point de vue de la victime de l'antagoniste. Ce thriller psychologique mettant en vedette Elisabeth Moss, connait un succès critique universel. Leigh Whannell déclarera avoir voulu réaliser un film où le spectateur est tout le temps sous tension.
Il réalise ensuite Wolf Man, prévu pour début 2025, remake du film Le Loup-garou (1941).

## Filmographie

### En tant que scénariste
- 2003 : Saw (court métrage) de James Wan
- 2004 : Saw de James Wan
- 2005 : Saw Rebirth (court métrage) de Jeff Shuter et Daniel Viney
- 2005 : Saw 2 de Darren Lynn Bousman (coscénariste)
- 2006 : The Scott Tibbs Documentary (court métrage) de Kelly Lynn Pancho
- 2006 : Saw 3 de Darren Lynn Bousman (coscénariste)
- 2007 : Dead Silence de James Wan
- 2008 : Doggie Heaven (court métrage) de James Wan (coscénariste)
- 2011 : Insidious de James Wan
- 2013 : Insidious : Chapitre 2 de James Wan
- 2015 : Cooties de Jonathan Milott et Cary Murnion (coscénariste)
- 2015 : The Mule de Angus Sampson et Tony Mahony (coscénariste)
- 2015 : Insidious : Chapitre 3 de lui-même
- 2018 : Insidious : La Dernière Clé d'Adam Robitel
- 2018 : Upgrade de lui-même
- 2020 : Invisible Man (The Invisible Man) de lui-même
- 2023 : Insidious: The Red Door de Patrick Wilson (histoire uniquement)
- 2025 : Wolf Man de lui-même

### En tant que réalisateur
- 2015 : Insidious : Chapitre 3
- 2018 : Upgrade
- 2020 : Invisible Man (The Invisible Man)
- 2025 : Wolf Man

### En tant que producteur délégué
- 2009 : The Last Supper (court métrage) de Angus Sampson
- 2010 : Saw 3D : Chapitre final de Kevin Greutert
- 2015 : Cooties de Jonathan Milott et Cary Murnion
- 2015 : The Mule de Angus Sampson et Tony Mahony
- 2017 : Jigsaw de Michael et Peter Spierig
- 2023 : Insidious: Fear the Dark de Patrick Wilson
- 2025 : Wolf Man de lui-même

### En tant que producteur exécutif
- 2005 : Saw 2 de Darren Lynn Bousman
- 2007 : Saw 4 de Darren Lynn Bousman
- 2008 : Saw 5 de David Hackl
- 2009 : Saw 6 de Kevin Greutert
- 2015 : Cooties de Jonathan Milott et Cary Murnion
- 2015 : The Mule d'Angus Sampson et Tony Mahony

### En tant qu'acteur
- 2000 : Stygian de Shannon Young et James Wan : un clown
- 2003 : The Referees (court métrage) de Katrina Mathers : ?
- 2003 : Saw (court métrage) de James Wan : David
- 2003 : Matrix Reloaded de Lana et Lilly Wachowski : Axel
- 2003 : Razor Eaters de Shannon Young : Nick D.
- 2004 : Saw de James Wan : Adam Stanheight
- 2004 : One perfect day de Paul Currie : Chris
- 2006 : Saw 3 de Darren Lynn Bousman : Adam Stanheight
- 2007 : Death Sentence de James Wan : Spink
- 2008 : Not Quite Hollywood de Mark Hartley : lui-même
- 2008 : Doggie Heaven (court métrage) de James Wan : Neil Sampson
- 2008 : Dying Breed de Jody Dwyer : Matt
- 2009 : The Last Supper (court métrage) de Angus Sampson : Phlip
- 2010 : Le Royaume de Ga'hoole de Zack Snyder : Casus (voix)
- 2011 : Insidious de James Wan : Steven "Specs" Fisher
- 2012 : The Debt Collector (court métrage) de Rich Ceraulo : Donovan
- 2013 : The Pardon de Tom Anton : Clement Moss
- 2013 : Insidious : Chapitre 2 de James Wan : Steven "Specs" Fisher
- 2013 : Crush de Malik Bader : David
- 2015 : Cooties de Jonathan Milott et Cary Murnion : Doug
- 2015 : The Mule de Angus Sampson et Tony Mahony : Gavin
- 2015 : Insidious : Chapitre 3 de Leigh Whannell : Steven "Specs" Fisher
- 2016 : Keep Watching de Seanbaker Carter : ?
- 2017 : The Bye Bye Man de Stacy Title : Larry
- 2018 : Insidious : La Dernière Clé d'Adam Robitel : Steven "Specs" Fisher
- 2018 : Keep Watching de Sean Carter
- 2018 : Aquaman de James Wan : le pilote d'avion (caméo)
- 2023 : Insidious: The Red Door de Patrick Wilson : Steven "Specs" Fisher (caméo)